# Liga Premier de Bielorrusia 2023
|Actualizado=
La Liga Premier de Bielorrusia 2023 es la 33.ª edición de la Liga Premier de Bielorrusia. La temporada comenzó el 17 de marzo y finalizó el 3 de diciembre.
El Shakhtyor Soligorsk había ganado la liga de la temporada pasada, pero por amaños de partidos, la Federación de Bielorrusia de Fútbol le quitó su título. Por lo tanto el primero de la liga de la temporada pasada quedó en Vacante.

## Formato de competición
Los quince equipos participantes jugaron entre sí todos contra todos dos veces totalizando 28 partidos cada uno, al término de la fecha 30 el primer clasificado (Dinamo Minsk) se coronó campeón y obtuvo un cupo para la primera ronda de la Liga de Campeones 2024-25, mientras que el segundo y tercer clasificado (Neman Grodno y Torpedo Zhodino) obtuvieron un cupo para la primera ronda de la Liga Europa Conferencia 2024-25; por otro lado el último clasificado (Belshyna Babruisk) y el equipo perdedor en los playoffs (Energetik-BGU) descendieron a la Primera Liga de Bielorrusia 2024.
Un tercer cupo para la segunda ronda de la Liga Europa Conferencia 2024-25 fue asignado al campeón de la Copa de Bielorrusia.

## Ascensos y descensos
Los dos últimos equipos de la temporada 2022, Vitebsk y el Dnepr Mogilev fueron relegados a la Primera Liga de Bielorrusia de 2023. Fueron reemplazados por el FC Naftan Novopolotsk campeón de la Primera Liga Bielorrusa 2022, que regresó a la máxima categoría después de 5 años y Smorgon que regresó tras descender en la temporada 2021.
El equipo en el puesto 14 de la última temporada (Arsenal Dzerzhinsk) descendió después de perder los playoffs contra el equipo en el tercer puesto de la Primera Liga de Bielorrusia, Rogachev. Quien a pesar de ganar el desempate, se le negó la licencia de la Liga Premier y permaneció en la Primera Liga de Bielorrusia. Como ningún otro equipo de reemplazo potencial solicitó la licencia, se decidió jugar la temporada 2023 con solo 15 clubes.
| Pos.  | Descendidos de la Liga Premier de Bielorrusia 2022 |
| ----- | -------------------------------------------------- |
| Prom. | Arsenal Dzerzhinsk                                 |
| 15.º  | Vitebsk                                            |
| 16.º  | Dnepr Mogilev                                      |

| Pos. | Ascendidos de la Primera Liga de Bielorrusia 2022 |
| ---- | ------------------------------------------------- |
| 1.º  | Naftan Novopolotsk                                |
| 2.º  | Smorgon                                           |

## Información de los equipos
| Club                | Ciudad      | Estadio                    | Capacidad |
| ------------------- | ----------- | -------------------------- | --------- |
| BATE Borísov        | Borísov     | Borisov Arena              | 13 126    |
| Belshyna Babruis    | Babruisk    | Estadio Spartak (Bobruisk) | 3700      |
| Dinamo Brest        | Brest       | OSK Brestsky               | 10 169    |
| Dinamo Minsk        | Minsk       | Estadio Dinamo (Minsk)     | 22 246    |
| Energetik-BGU       | Minsk       | Estadio FC Minsk           | 3000      |
| Gomel               | Gómel       | Estadio Central (Gomel)    | 14 000    |
| Isloch Minsk Raion  | Minsk       | Estadio FC Minsk           | 3000      |
| Minsk               | Minsk       | Estadio FC Minsk           | 3000      |
| Naftan Novopolotsk  | Navapólatsk | Estadio Atlant             | 4520      |
| Neman Grodno        | Grodno      | Estadio Neman              | 8500      |
| Shakhtyor Soligorsk | Saligorsk   | Estadio Stroitel           | 4200      |
| Slavia Mozyr        | Mazyr       | Estadio Yunost (Mozyr)     | 5133      |
| Slutsk              | Slutsk      | City Stadium (Slutsk)      | 1896      |
| Smorgon             | Smarhón     | Estadio Yunsot (Smorgon)   | 3500      |
| Torpedo Zhodino     | Zhódino     | Estadio Torpedo (Zhodino)  | 6524      |

## Tabla de posiciones
| Pos. | Equipo                | Pts. | PJ | G  | E  | P  | GF | GC | Dif. | Clasificación 2024-25                          |
| ---- | --------------------- | ---- | -- | -- | -- | -- | -- | -- | ---- | ---------------------------------------------- |
| 1    | Dinamo Minsk (C)      | 69   | 28 | 22 | 3  | 3  | 72 | 21 | +51  | Primera ronda de la Liga de Campeones          |
| 2    | Neman Grodno          | 62   | 28 | 19 | 5  | 4  | 60 | 22 | +38  | Segunda ronda de la Liga de Conferencia Europa |
| 3    | Torpedo Zhodino       | 49   | 28 | 12 | 13 | 3  | 33 | 18 | +15  | Primera ronda de la Liga de Conferencia Europa |
| 4    | Isloch Minsk Raion    | 47   | 28 | 14 | 5  | 9  | 40 | 29 | +11  | Primera ronda de la Liga de Conferencia Europa |
| 5    | BATE Borísov          | 47   | 28 | 14 | 5  | 9  | 49 | 32 | +17  |                                                |
| 6    | Gomel                 | 41   | 28 | 11 | 8  | 9  | 45 | 48 | −3   |                                                |
| 7    | Slavia Mozyr          | 40   | 28 | 11 | 7  | 10 | 32 | 30 | +2   |                                                |
| 8    | Slutsk                | 35   | 28 | 9  | 8  | 11 | 38 | 40 | −2   |                                                |
| 9    | Minsk                 | 33   | 28 | 8  | 9  | 11 | 21 | 26 | −5   |                                                |
| 10   | Dinamo Brest          | 30   | 28 | 9  | 3  | 16 | 33 | 50 | −17  |                                                |
| 11   | Smorgon               | 24   | 28 | 7  | 3  | 18 | 28 | 59 | −31  |                                                |
| 12   | Naftan Novopolotsk    | 23   | 28 | 6  | 5  | 17 | 28 | 57 | −29  |                                                |
| 13   | Shakhtyor Soligorsk   | 9    | 28 | 13 | 5  | 10 | 50 | 40 | +10  |                                                |
| 14   | Energetik-BGU (D)     | 4    | 28 | 7  | 6  | 15 | 25 | 42 | −17  | Play-offs de descenso                          |
| 15   | Belshyna Babruisk (D) | 3    | 28 | 3  | 5  | 20 | 21 | 61 | −40  | Descenso a Primera Liga de Bielorrusia 2024    |

 Fuente: Soccerway
Criterios de clasificación: 1) Puntos; 2) puntos entre sí; 3) diferencia de goles entre sí; 4) Goles marcados en los duelos entre sí; 5) Diferencia de Goles 6) Partidos ganados; 7) Goles.
Notas:
1. ↑  El Neman Grodno se clasificó a la segunda ronda de la Liga Conferencia como campeón de la Copa de Bielorrusia, en consecuencia su lugar en la primera ronda de la misma competición, conseguido a través de la liga, pasó al cuarto clasificado.
2. ↑  Shakhtyor Soligorsk se le dedujeron 35 puntos para la temporada 2023 como resultado de un escándalo de amaño de partidos.[3]
3. ↑  Energetik-BGU se le dedujeron 23 puntos para la temporada 2023 como resultado de un escándalo de amaño de partidos.[3]
4. ↑  Belshyna Babruisk se le dedujeron 11 puntos para la temporada 2023 como resultado de un escándalo de amaño de partidos.[3]

## Promoción por la permanencia
El equipo que finalizó en el puesto 14 de esta temporada jugó un play-off por la permanencia contra el equipo ubicado en tercer lugar de la Primera Liga de Bielorrusia 2023 por un lugar en la Liga Premier de Bielorrusia 2024.
| Equipo 1      | Agr. | Equipo 2 | Ida | Vuelta |
| ------------- | ---- | -------- | --- | ------ |
| Energetik-BGU | 0–1  | Vitebsk  | 0–0 | 0–1    |

| Ida; 06 de diciembre | Energetik-BGU | 0 – 0   | Vitebsk | Stadyen RTSOP-BGU, Minsk    |                             |
| 16:00 (UTC+1)        |               | Reporte |         | Árbitro(s): Dmitri Dmitriev | Árbitro(s): Dmitri Dmitriev |

| Vuelta; 09 de diciembre | Vitebsk             | 1 – 0   | Energetik-BGU | Vitebsky Central Sport Complex, Vítebsk |                              |
| 16:00 (UTC+1)           | - Teverov 7' (pen.) | Reporte |               | Árbitro(s): Sergey Stetsurin            | Árbitro(s): Sergey Stetsurin |

Vitebsk ganó 1–0 en el marcador global y ascendió a la Liga Premier de Bielorrusia, Energetik-BGU descendió a la Primera Liga de Bielorrusia.

## Goleadores
| Rank | Jugador            | Club                | Goles |
| ---- | ------------------ | ------------------- | ----- |
| 1    | Vladislav Morozov  | Dinamo Minsk        | 16    |
| 2    | Egor Zubovich      | Neman Grodno        | 14    |
| 3    | Pavel Savitskiy    | Neman Grodno        | 13    |
| 4    | Mikhail Gordeychuk | Dinamo Brest        | 10    |
| 4    | Egor Karpitskiy    | Shakhtyor Soligorsk | 10    |